# Море спокуси
«Море спокуси» (англ. Serenity) — американський драматичний трилер 2019 року про рибалку, якому колишня дружина пропонує вбити свого нового деспотичного чоловіка.

## Сюжет
Американський солдат Джон Мейсон був убитий в Іраку у 2006 році. У нього залишилися дружина Карен і трирічний син Патрік. Карен одружується з Френком, пов'язаним з будівельним бізнесом. Чоловік постійно п'є та б'є дружину й пасинка. Через десять років Патрік розробляє гру, яка базується на пам'яті батька, який часто брав сина на риболовлю. У грі тато виглядає жорстким рибалкою, який живе на вигаданому Плімутському острові. Бейкер Ділл одержимий бажанням спіймати гігантського тунця. Згодом на острів приїздить Карен, яка просить вбити чоловіка хоча б заради сина.
Джон Мейсон розуміє, що він і мешканці острова є лише персонажами, які створив син, але він вирішує виконати завдання. Після вбивства Френка в грі, Патрік вбиває вітчима в реальному житті. Підлітка виправдовують. Він змінює гру та возз'єднується з батьком.

## У ролях
| Актор             | Роль                      |
| ----------------- | ------------------------- |
| Меттью Мак-Конегі | Джон Мейсон / Бейкер Ділл |
| Енн Гетевей       | Карен                     |
| Джейсон Кларк     | Френк                     |
| Даян Лейн         | Констанс                  |
| Джимон Гонсу      | Дюк                       |
| Джеремі Стронг    | Рід Міллер                |
| Рафаель Сайєг     | Патрік                    |
| Кеннет Фок        | Лайонел                   |
| Гаріон Даудс      | Самсон                    |
| Роберт Гоббс      | Ейп                       |

## Створення фільму

### Виробництво
Основні зйомки фільму почались наприкінці липня 2017 року на Маврикії.

### Знімальна група
- Кінорежисер — Стівен Найт
- Сценарист — Стівен Найт
- Кінопродюсери — Стівен Найт, Грег Шапіро, Гай Гілі
- Композитор — Бенджамін Воллфіш
- Кінооператор — Джесс Голл
- Кіномонтаж — Лора Дженнінгс
- Художник-постановник — Ендрю Мак-Алпайн
- Артдиректор — Джоно Молс
- Художник-декоратор — Джо Стюарт Фокс
- Художник-костюмер — Денні Глікер
- Підбір акторів — Мунїнн Лі, Джон Рабаунд[4]

## Сприйняття
Фільм отримав негативні відгуки. На сайті Rotten Tomatoes оцінка стрічки становить 20 % на основі 169 відгуків від критиків (середня оцінка 3,4/10) і 31 % від глядачів із середньою оцінкою 2,4/5 (902 голоси). Фільму зарахований «гнилий помідор» від кінокритиків та «розсипаний попкорн» від глядачів, Internet Movie Database — 5,2/10 (9 678 голосів), Metacritic — 37/100 (38 відгуків критиків) і 4,7/10 (47 відгуків від глядачів).